# Entenmuscheln

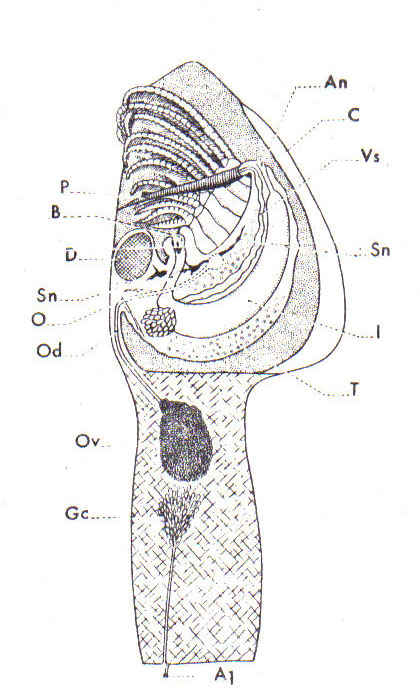
Innerer Aufbau einer Entenmuschel
Links:
P Penis
B Mund
D Muskel des Carapax
Sn Nervensystem
O Oesophagus
Od Eileiter
Ov Eierstock
Gc Zement-Drüse
Rechts:
An After
C Carapax
Vs Samenblase
Sn Nervensystem
I Darm
T Hoden
Unten:
A1 Antennula

Als Entenmuscheln werden sessile Rankenfußkrebse der Teilklasse Thoracica bezeichnet, die als Haftungsorgan einen Stiel ausbilden. Lange Zeit wurden die Entenmuscheln auf Grund ihres Aussehens den Muscheln zugeordnet. Ihr Larvenstadium, eine für Crustaceen typische Naupliuslarve, gab Aufschluss darüber, dass es sich bei diesen Tieren um Krebse handelt. Bis vor einigen Jahren wurden sie einer eigenständigen Ordnung, den Pedunculata, zugeordnet. Diese wurde nach molekularen Untersuchungen aufgelöst, die Arten wurden in verschiedene Ordnungen der Teilklasse der Thoracica innerhalb der Cirripedia aufgeteilt. Entenmuscheln leben auf den harten Oberflächen der Felsen in der intertidalen Zone des Meeres und auf Treibgut.

## Merkmale
Ausgewachsene Entenmuscheln sind leicht durch ihren langen und muskulösen Stiel erkennbar, bei dem es sich um den durch die sessile (festsitzende) Lebensweise umgewandelten vorderen Teil des Kopfes der Tiere handelt. Der muschelförmige, vom zweiklappigen Carapax umhüllte Rumpf („Köpfchen“ oder Capitulum) umfasst die sechs Paar Cirren, den Verdauungstrakt, die Geschlechtsorgane und das Bauchmark. Die Cirren hängen meist ein Stück heraus. Auffällig ist, dass die Entenmuscheln über kein Herz verfügen.

## Lebensweise
Entenmuscheln ernähren sich von Plankton, das sie aus dem Meerwasser filtrieren.
Die Tiere sind zwittrig. Sie tragen ihre Eier in sogenannten Eisäckchen unter ihrer Schale. Aus diesen schlüpfen Nauplius-Larven, die den Carapax des Muttertiers verlassen und zunächst ein Leben im uferfernen Freiwasserbereich (Pelagial) führen. Schließlich entwickeln sie sich zu Cypris-Larven weiter. Diese setzen sich mit Hilfe einer im Kopf befindlichen Zementdrüse fest und entwickeln sich an diesem Standort zum sessilen erwachsenen Tier weiter.
Unter den Entenmuscheln der Gattungen Lepas und Dosima gibt es Kosmopoliten wie Lepas anatifera, Lepas anserifera und Dosima fascicularis, die an Treibgut leben und so in alle Weltmeere verbreitet werden.

## Nutzung

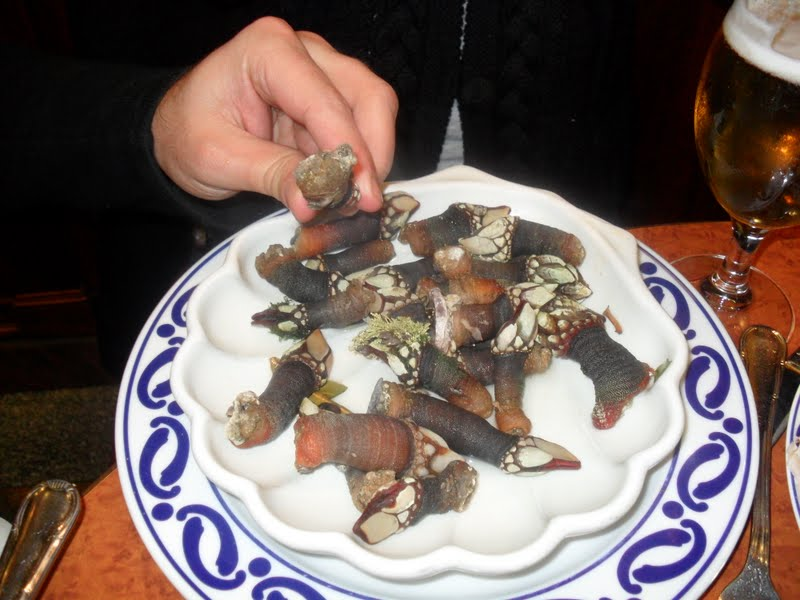
Entenmuscheln serviert in einem Restaurant in Madrid.

In Portugal und Spanien gelten Entenmuscheln (lokale Bezeichnung: Percebes) als Delikatesse. Sie  werden vor allem in Galicien und Asturien geerntet, wobei die Arbeit wegen der Brandung und des felsigen Untergrunds als nicht ungefährlich gilt. Entenmuscheln werden in leicht gesalzenem Wasser gekocht und kommen als ganzes Stück einschließlich Schale warm auf den Teller.

## Systematik
Die Ordnung Pedunculata wurde von Martin und Davis (2001) in vier Unterordnungen und vierzehn Familien unterteilt:
- Heteralepadomorpha Newman, 1987
  - Anelasmatidae Gruvel, 1905
  - Heteralepadidae Nilsson-Cantell, 1921
  - Koleolepadidae Hiro, 1933
  - Malacolepadidae Hiro, 1937
  - Microlepadidae Zevina, 1980
  - Rhizolepadidae Zevina, 1980
- Iblomorpha Newman, 1987
  - Iblidae Leach, 1825
- Lepadomorpha Pilsbry, 1916
  - Lepadidae Darwin, 1852
    - Lepas anatifera, Lepas anserifera, Dosima fascicularis

  - Oxynaspididae Gruvel, 1905
  - Poecilasmatidae Annandale, 1909
- Scalpellomorpha Newman, 1987
  - Calanticidae Zevina, 1978
  - Lithotryidae Gruvel, 1905
  - Pollicipedidae Leach, 1817, darin
    - Pollicipes pollicipes

  - Scalpellidae Pilsbry, 1907